# Dundasyt
Dundasyt – rzadki minerał klasy węglanów. 

## Właściwości
Krystalizuje w układzie rombowym. Wykształca kryształy o pokroju igiełkowym. Występuje również w formie szczotek, włóknistych powłok i nalotów. Jest minerałem kruchym i przezroczystym. Posiada białą rysę oraz szklisty bądź jedwabisty połysk. 

## Występowanie
Występuje w strefie utleniania kruszców ołowiu. Współwystępuje z krokoitem, cerusytem, azurytem, gibbsytem, malachitem, smithsonitem, kalcytem, aragonitem oraz goethytem. 

## Miejsce występowania
Jego typową lokalizacją jest Tasmania. Spotykany także w Austrii, Belgii, Niemczech, we Francji, Włoszech, Namibii, Anglii i Walii oraz w Stanach Zjednoczonych w Nowym Meksyku. 

## Galeria

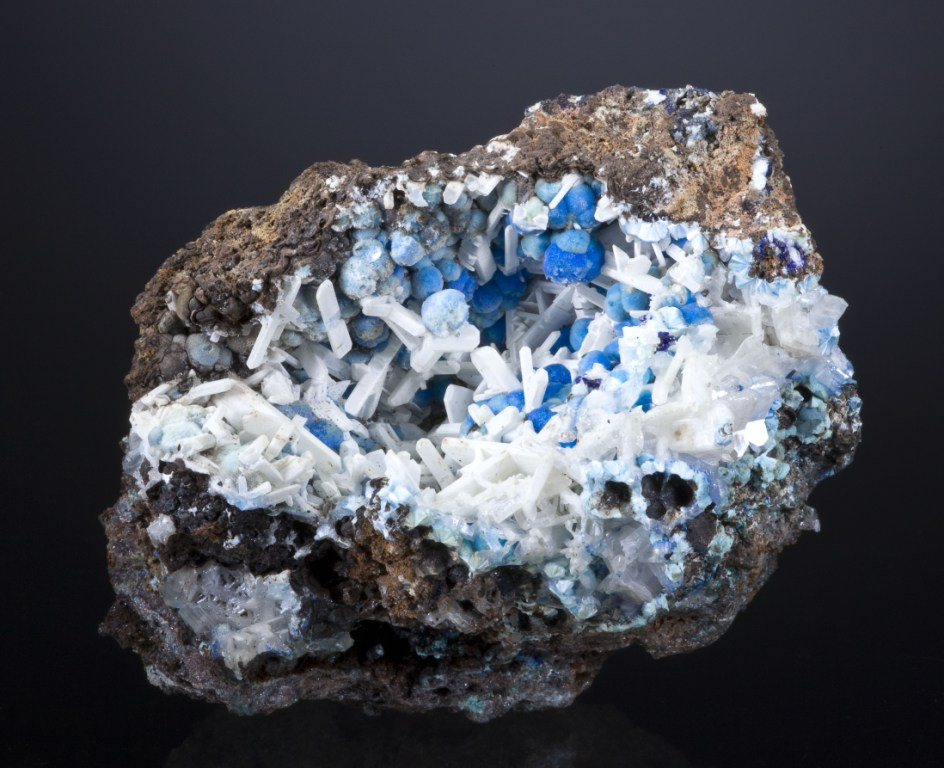
w towarzystwie hydrocerusytu z Tsumeb w Namibii
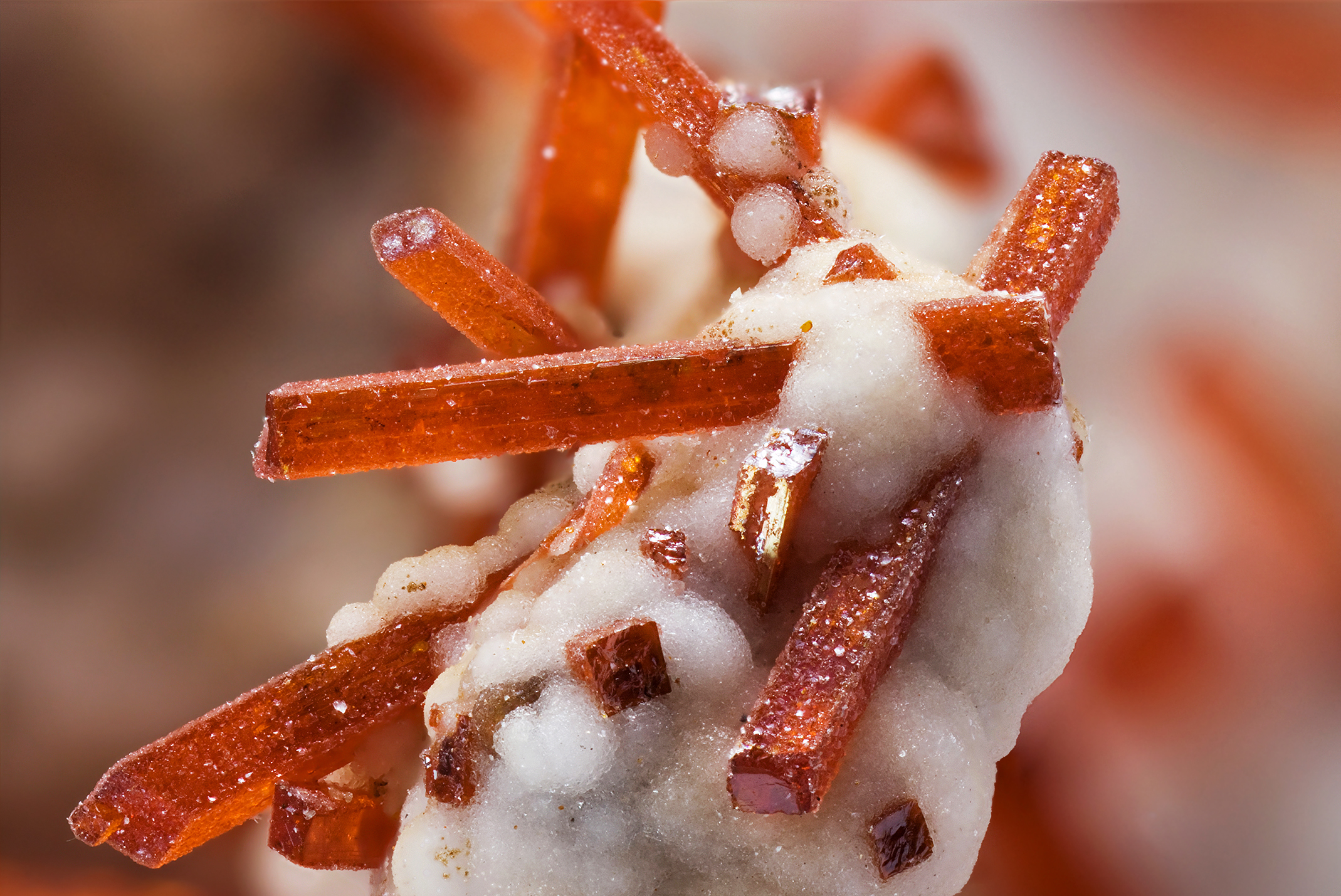
w towarzystwie krokoitu z Tasmanii